# Stephanauge inornata
Stephanauge inornata is een zeeanemonensoort uit de familie van de Hormathiidae. De wetenschappelijke naam van de soort is voor het eerst geldig gepubliceerd in 1918 door Gravier.